# Liste der Nummer-eins-Hits in Norwegen (1980)
Diese Liste enthält alle Nummer-eins-Hits in Norwegen im Jahr 1980. Es gab in diesem Jahr elf Nummer-eins-Singles und neun Nummer-eins-Alben.
| Singles | Alben |
| --- | --- |
| - Cliff Richard – We Don’t Talk Anymore - 10 Wochen (47/1979 – 4/1980) - Michael Jackson – Don’t Stop ’Til You Get Enough - 2 Wochen (5/1980 – 6/1980) - Pink Floyd – Another Brick in the Wall (Part 2) - 10 Wochen (7/1980 – 16/1980) - Sverre Kjelsberg & Mattis Hætta – Samiid Ædnan - 4 Wochen (17/1980 – 20/1980) - Johnny Logan – What's Another Year - 8 Wochen (21/1980 – 28/1980) - Olivia Newton-John & Electric Light Orchestra – Xanadu - 5 Wochen (29/1980 – 33/1980, insgesamt 6 Wochen) - Lipps, Inc. – Funkytown - 2 Wochen (34/1980 – 35/1980) - Olivia Newton-John & Electric Light Orchestra – Xanadu - 1 Woche (36/1980, insgesamt 6 Wochen) - The Kids – Forelska i lærer'n - 7 Wochen (37/1980 – 43/1980) - Diana Ross – Upside Down - 2 Wochen (44/1980 – 45/1980) - Ottawan – D.I.S.C.O. - 2 Wochen (46/1980 – 47/1980) - Barbra Streisand – Woman in Love - 11 Wochen (48/1980 – 6/1981) | - Pink Floyd – The Wall - 21 Wochen (50/1979 – 18/1980) - Richard Clayderman – Rêveries / Träumereien - 4 Wochen (19/1980 – 22/1980) - Jahn Teigen – Mentalkrem - 5 Wochen (23/1980 – 27/1980) - Kiss – Unmasked - 2 Wochen (28/1980 – 29/1980) - Electric Light Orchestra & Olivia Newton-John – Xanadu - 9 Wochen (30/1980 – 38/1980) - The Kids – Norske jenter - 6 Wochen (39/1980 – 44/1980) - Dire Straits – Making Movies - 2 Wochen (45/1980 – 46/1980) - ABBA – Super Trouper - 3 Wochen (47/1980 – 49/1980) - Barbra Streisand – Guilty - 9 Wochen (50/1980 – 6/1981) |
| | |

Siehe auch: Nummer-eins-Hits 1980 in  Australien, Belgien, Deutschland, Finnland, Frankreich, Irland, Italien, Japan, Kanada, Neuseeland, den Niederlanden, Österreich, Schweden, der Schweiz, Spanien, den Vereinigten Staaten und im Vereinigten Königreich.